# Scheidengras
Das Scheidengras oder Scheidenblütgras (Coleanthus subtilis), auch Scheidenblütengras genannt, ist die einzige Art der Pflanzengattung Coleanthus innerhalb der Familie der Süßgräser (Poaceae). Der deutschsprachige Trivialname Scheidengras verweist auf die vergrößert ausgebildeten Blattscheiden.

## Beschreibung

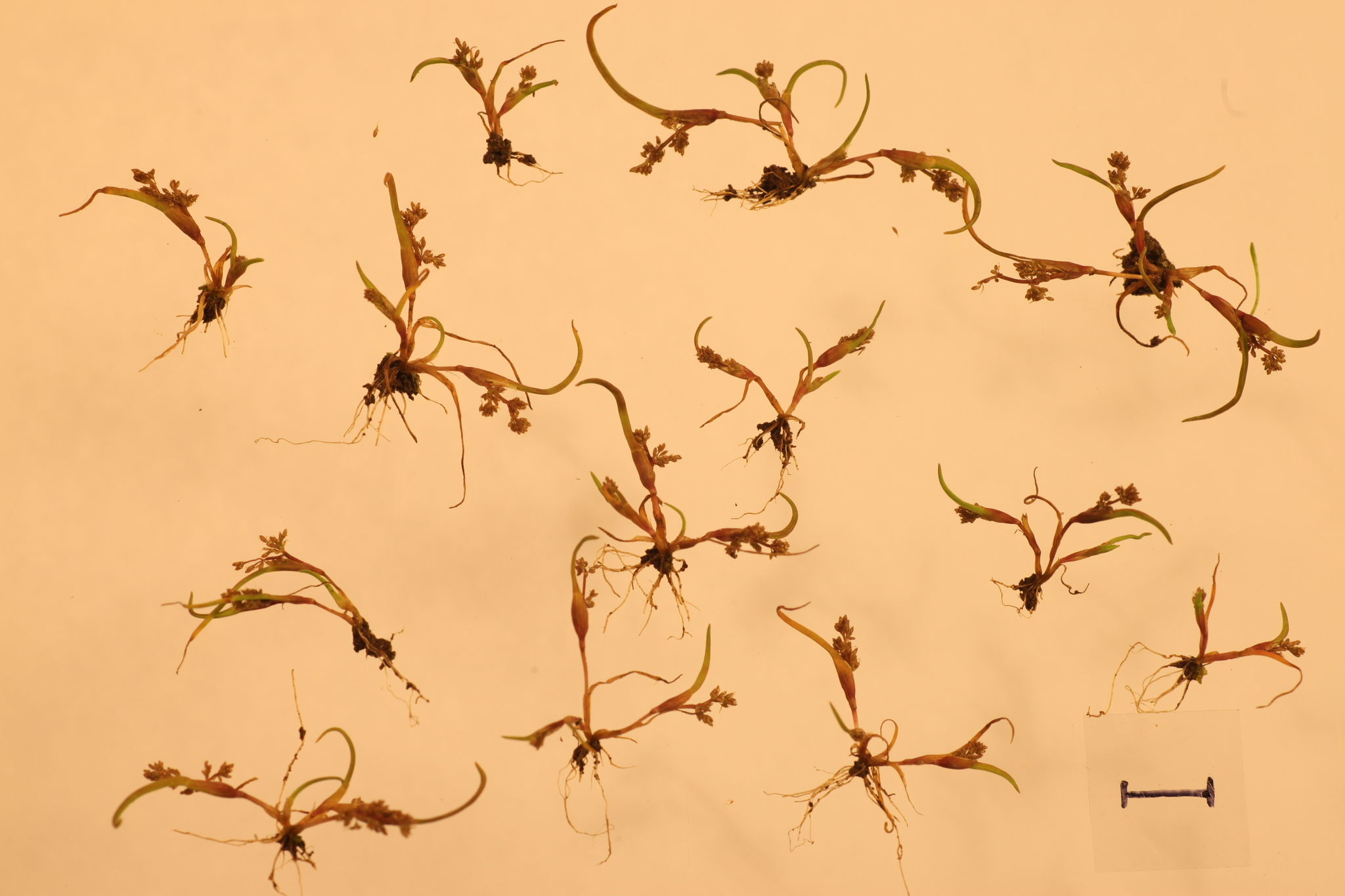
Scheidengras

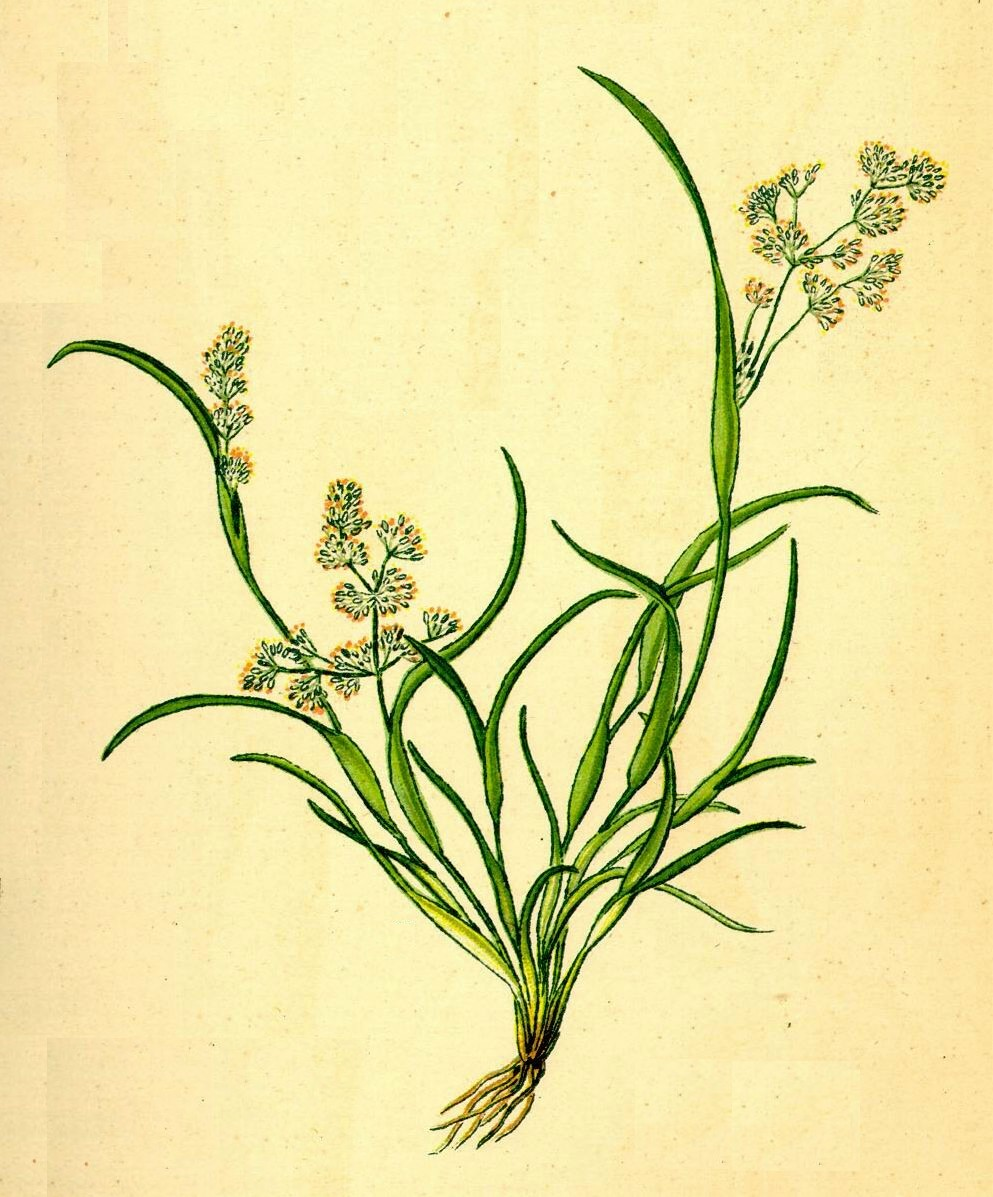
Illustration aus Thome

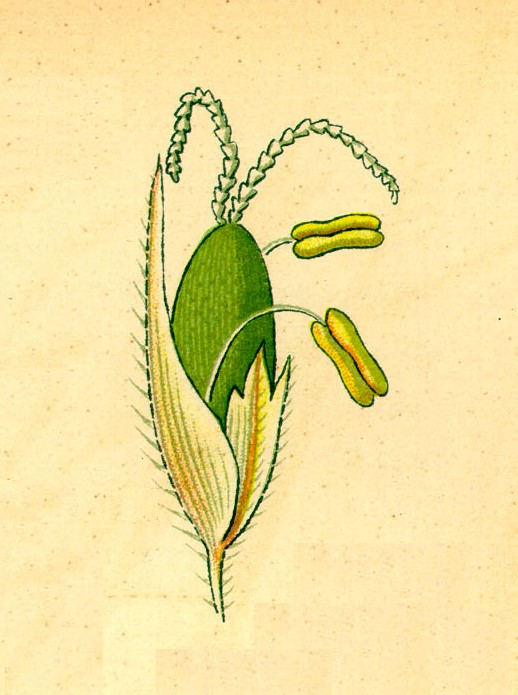
Ährchen, Illustration

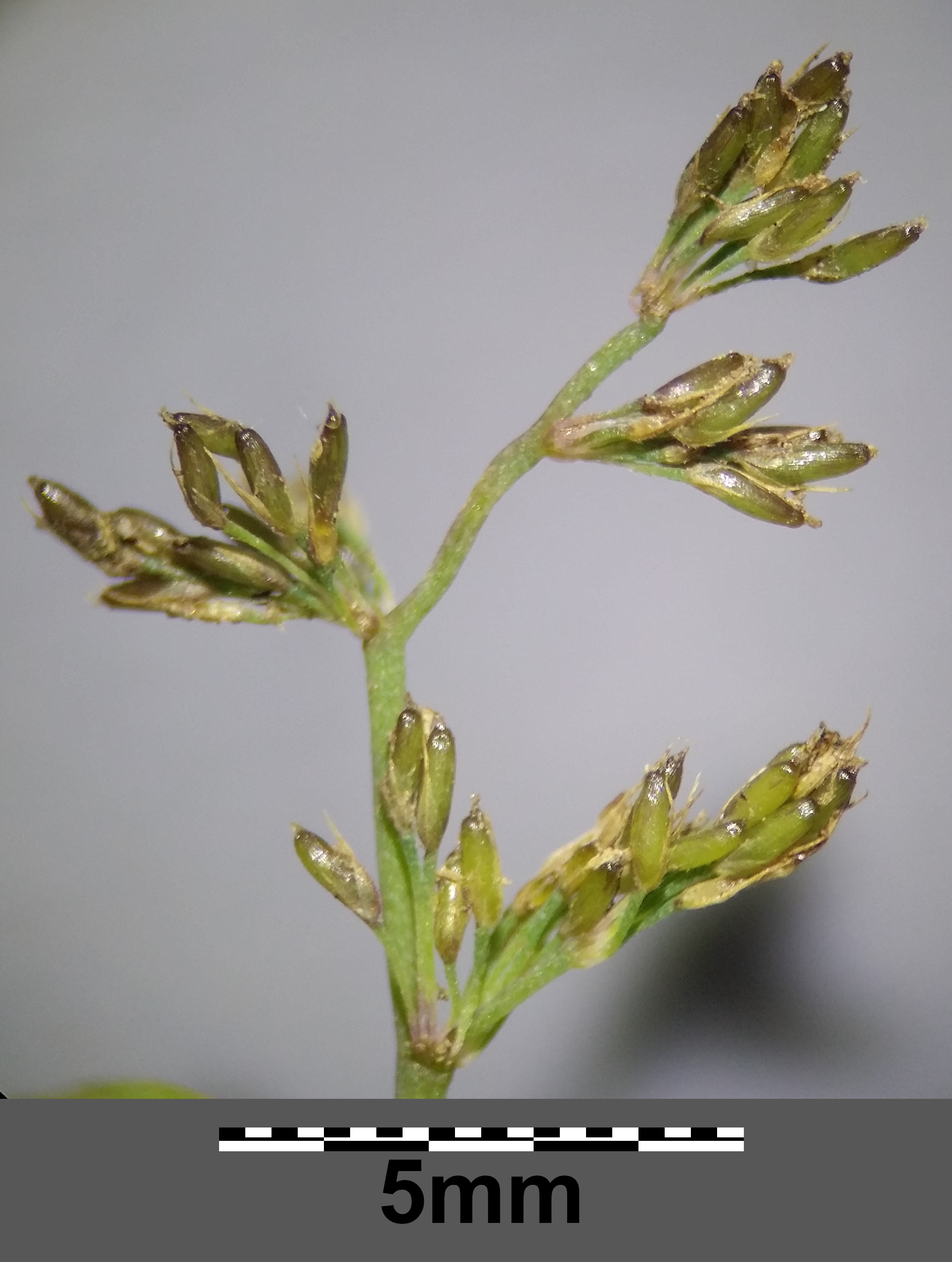
Fruchtstand

### Vegetative Merkmale
Das Scheidengras ist eine einjähriges krautige Pflanze. Dieses kleinwüchsige Gras wächst in kleinen, meist am Boden aufliegenden Büscheln. Die niederliegenden oder aufsteigenden Halme sind 30 bis 80 Millimeter lang, dünn, etwas gerieft und mit zwei oder drei Knoten gegliedert.
Die Blattscheiden sind kahl und in der unteren Hälfte geschlossen, besonders die oberste Blattscheide ist stark aufgeblasen. Die Blatthäutchen sind 0,5 bis 0,8 Millimeter lang und bilden einen häutigen Saum. Die kahlen Blattspreiten werden 10 bis 20 Millimeter lang und 1 bis 2 Millimeter breit. Sie sind gefaltet, oft sichelförmig gebogen und schwach gerieft.

### Generative Merkmale
Die rispigen Blütenstände sind 10 bis 30 Millimeter lang. Sie sind aus mehreren in Büscheln angeordneten mehr oder weniger dichten Ährengruppen zusammengesetzt. Die Ährchen sind einblütig und werden 0,8 bis 1,2 Millimeter lang. Sie verbleiben auch nach der Reifezeit auf der Rispe. Die Hüllspelzen fehlen. Die zarthäutigen Deckspelzen sind einnervig und sind 0,8 bis 1,2 Millimeter lang. Sie sind kahl, nur der Mittelnerv ist kurz und abstehend behaart. Im unteren Teil sind sie eiförmig, darüber länglich und am oberen Ende schmal abgerundet oder grannenspitzig. Die zarthäutigen und kahlen Vorspelzen sind zweinervig und sind 0,4 bis 0,6 Millimeter lang. Sie haben breite, eingeschlagene Seitenflächen und sind am oberen Ende vierzipfelig. Die beiden Nerven laufen je in einer kurzen Spitze aus. Es werden zwei Staubblätter gebildet. Die Staubbeutel sind etwa 0,3 Millimeter lang, die Filamente sind am Grunde der Staubbeutel ansitzend. Die Narben der Fruchtknoten sind fadenförmig und ragen am oberen Ende aus den Blüten.
Die Früchte werden 0,6 bis 0,8 Millimeter lang. Sie sind runzelig, stehen zwischen Deck- und Vorspelze vor und fallen ohne äußere Einwirkung ab.
Das Scheidengras blüht meist von Juni bis September, selten schon im Mai oder später bis November.
Es ist diploid mit einer Chromosomenzahl von 2n = 14.

## Vorkommen und Gefährdung
Das Verbreitungsgebiet des Scheidengrases erstreckt sich über mehrere kleine, stark disjunkte Teilareale:
- Nordwest-Frankreich (Bretagne)
- Mitteleuropa: die Hauptvorkommen liegen in Tschechien mit ehemals etwa 140 Fundorten[5] und reichen bis Österreich (nur an einigen Teichen im Waldviertel, vom Aussterben bedroht[6]), die Slowakei[5] und Polen (bei Wrocław).[7] In Deutschland kommt es rezent in Sachsen bei Freiberg und in der Oberlausitz[8] und in Sachsen-Anhalt bei Wittenberg vor, während es im Westerwald (Rheinland-Pfalz) und bei Mannheim (Baden-Württemberg) ausgestorben ist.[9]
- Südtirol, ausgestorben[6] (an zwei Seen bei Bozen und am Toblacher See)
- Norwegen, zuletzt 1842: bei Oslo[9]
- Gebiet südlich des Ladoga-Sees bei Sankt Petersburg[9]
- West-Sibirien
- am mittleren und unteren Amur (China)
- in Nordamerika wurde das Scheidengras in sechs Gebieten im südlichen British Columbia (Kanada) und am Columbia River in Washington und Oregon (USA) gefunden. 2007 wurde es an einer weiteren Stelle in den Nordwest-Territorien von Kanada, etwa 1700 Kilometer vom nächsten Fundort entfernt, entdeckt. Da es in Amerika erst spät (1880) entdeckt worden ist, ging man davon aus, dass es aus Europa eingeführt wurde. Doch sprechen mehrere Faktoren dafür, dass die Art in Nordamerika ebenfalls heimisch ist, unter anderen die sehr speziellen Standortansprüche, die Seltenheit, die zum späten Auffinden der Art in Amerika geführt haben könnte, und fehlende Indizien dafür, dass es tatsächlich aus Europa eingeführt wurde.[10][11][12] Das in Mitteleuropa sehr seltene Gras besiedelt als Pionierpflanze periodisch austrocknende Schlammböden.[13] Das Scheidenblütgras gedeiht vor allem im Cypero-Limoselletum aus dem Verband Nanocyperion.[14]

Das Scheidengras ist im Anhang II und IV der FFH-Richtlinie aufgeführt und damit als prioritäre Art eingestuft. Es ist in Deutschland nach der Bundesartenschutzverordnung besonders geschützt und gilt als gefährdet.

## Ökologie und Soziologie
Das Scheidengras ist ein Therophyt mit einem Lebenszyklus von sechs bis sieben Wochen. Es wächst in kurzlebigen, lückigen Zwergbinsen-Gesellschaften, die etwa 60 bis 80 % des Bodens bedecken. Es tritt an weit auseinanderliegenden Stellen auf, oft im Schlamm trockengelegter Teiche, an Bach- und Flussufern und Altwasserrändern. Es ist sehr selten und unbeständig. Sobald der Boden wieder überflutet wird, verschwindet es. Nur unter günstigsten Bedingungen kann es sich zwei bis vier Jahre halten. Die Samen können lange in überfluteten Böden überdauern, ohne ihre Keimfähigkeit zu verlieren, nach älteren Angaben bis zu 20 Jahre und mehr.
Die Ausbreitung erfolgt durch Fließgewässer auf verhältnismäßig geringen Entfernungen (Hydrochorie) und durch Wasser- und Sumpfvögel (Zoochorie). So können die weit voneinander entfernt liegenden Verbreitungsgebiete in der Böhmischen Masse, um Sankt Petersburg und in Sibirien durch das Vertragen von Samen durch Wildenten erklärt werden.

## Systematik, Name und botanische Geschichte
Das Scheidengras wurde 1811 von den Brüdern Jan Svatopluk und Karl Bořiwog Presl bei Osek im Bezirk Pilsen entdeckt und 1816 durch Leopold Trattinnick unter dem Namen (Basionym) Schmidtia subtilis in Flora des Osterreichischen Kaiserthumes Band 1, S. 12, tab. 451 erstbeschrieben. Wenzel Benno Seidl stellte die Art 1817 als Coleanthus subtilis (Tratt.) Seidl in die Gattung Coleanthus (in Roemer & Schultes: Systema vegetabilium Band 2, S. 276).
Das Scheidengras ist die einzige Art in der Gattung Coleanthus. Die Gattung wird der Tribus Poeae in der Unterfamilie Pooideae zugeordnet. Andere Autoren stellen sie aufgrund der großen Unterschiede zu anderen Süßgräsern (fehlende Hüllspelzen, fehlende Schwellkörper, zwei Staubblätter, verlängerter Griffel) in eine eigene Tribus Coleantheae. Fälschlicherweise werden der Gattung Coleanthus häufig sechs weitere Arten zugeordnet, die eigentlich zur Gattung Coleosanthus aus der Familie der Korbblütler gezählt wurden. Inzwischen werden diese Arten der Gattung Brickellia zugerechnet.
Der Gattungsname Coleanthus ist von den altgriechischen Wörtern koleós für „Schwertscheide“ und ánthos für „Blume, Blüte“ abgeleitet. Das Artepitheton subtilis (lateinisch für „fein, dünn, zart)“ verweist auf die fadendünnen Stängel. Der deutsche Trivialname Scheidenblütgras ist eine direkte Übersetzung des Gattungsnamens. Scheidengras ist eine nicht so wörtliche Übersetzung, betont jedoch eines der auffallendsten Merkmale der Art: die vergrößerten Blattscheiden.